# 애머릿지
애머릿지(영어: Ameridge)는 미국의 제조 기업으로, 2016년부터 대마의 재배 및 유통, 판매를 시작하였다.
2021년 6월에 상호를 뉴프라이드에서 현재의 애머릿지로 변경하였다.

## 거래 정지
2020년 4월 사업보고서에서 특수관계자 거래 주석 미기재, 영업이익 과대 계상 등이 문제가 돼 상장적격성 실질심사 대상에 올라 주식 거래가 2년 6개월 동안 정지되었다.
2020년 증권선물위원회는 회사 전 대표이사 등 3명에 대한 검찰 고발과 담당 임원 해임 권고, 과징금 부과 등의 조치를 결정하였다.